# Kuwaiti Premier League 1963/64
Die Kuwaiti Premier League 1963/64 war die dritte Spielzeit der Liga. Titelverteidiger wie auch Meister dieser Saison war al-Arabi.

## Modus
Im Gegensatz zu den bisherigen Saisons wurde nach dem Ende der regulären Spielzeit noch ein Play-off-Spiel zwischen den erst- und zweitplatzierten Mannschaften ausgetragen.

## Abschlusstabelle
| Pl.                    | Verein             | Sp. | S | U | N | Tore    | Diff. | Punkte |
| ---------------------- | ------------------ | --- | - | - | - | ------- | ----- | ------ |
| 1.                     | al-Arabi (M, P)    | 10  | 9 | 0 | 1 | 040:800 | +32   | 18:20  |
| 2.                     | al Qadsia Kuwait   | 10  | 9 | 0 | 1 | 034:700 | +27   | 18:20  |
| 3.                     | al Kuwait SC       | 10  | 4 | 2 | 4 | 012:140 | −2    | 10:10  |
| 4.                     | Thanwit al-Shoike  | 10  | 3 | 2 | 5 | 029:250 | +4    | 08:12  |
| 5.                     | al-Shorta          | 10  | 1 | 2 | 7 | 013:410 | −28   | 04:16  |
| 6.                     | al-Kalia al-Saneia | 10  | 0 | 2 | 8 | 009:420 | −33   | 02:18  |
| Stand: Ende der Saison |                    |     |   |   |   |         |       |        |

| Zum Saisonende 1963/64:               |
| Teilnehmer am Meisterschafts-Play-off |

| Zum Saisonende 1962/63: |                                   |
| (M)                     | Amtierender Meister: al-Arabi     |
| (P)                     | Amtierender Pokalsieger: al-Arabi |

## Meisterschafts-Play-off
| Datum       |          | Ergebnis |                  |
| ----------- | -------- | -------- | ---------------- |
| 1. Mai 1964 | al-Arabi | 2:1      | al Qadsia Kuwait |